# Колумбийцы
Колумбийцы или коломбиано (исп. Colombianos) — политоним, совокупное название граждан Колумбии вне зависимости от их этнической принадлежности, а также выходцев из Колумбии, мигрировавших в другие страны. Этнически представляют собой смесь коренных народов Южной Америки и выходцев из Европы, Африки и Ближнего Востока. Численность — около 50 млн человек. Разговаривают преимущественно на колумбийском варианте испанского языка. Господствующая религия — католицизм.

## Происхождение
До прихода испанцев на территории Колумбии жили индейцы чибча-муиски. Они были в основном истреблены или частично ассимилированы.
Колумбийский народ сложился исторически из трёх компонентов: аборигенов-индейцев, испанцев и негров. Испанцы начали селиться на территории нынешней Колумбии в начале 17 в. Негры вывозились из Африки в качестве рабов с конца 17 в. В 18 в. было 45 % метисов, 33 % белых, 17 % индейцев и 5 % негров. В настоящее время в Колумбии кроме испаноязычных колумбийцев, которые в расовом отношении в основном метисы или креолы, проживает 300—400 тыс. индейцев. Они сохраняют свои языки и традиционные верования. Сейчас индейцев — 10 %, мулатов и самбо — 15 %, негров −4 %. Остальные — метисы и белые. Во 2-й половине 19 в. сюда, кроме испанцев, мигрировали переселенцы и из других стран. В отдельных частях страны преобладает индейский элемент. В департаментах Кундинамарка, Бояка, Сантандер, Каука, Нариньо, Уила — преобладают метисы. Белые в основном — горожане, особенно в департаментах Кальдас и Антьокия. В Антьокии также сложилась своеобразная субэтническая группа, антьокеньо, на основе смешения басков, евреев и выходцев из Сирии и Ливана. Мулаты, самбо и негры населяют главным образом прибрежные районы.

## Основные занятия
Современное население занято в основном в сельском хозяйстве и промышленности, в сфере обслуживания и торговле.
Колумбия — аграрно-индустриальная страна. Климат в стране благоприятен для производства тропических сельскохозяйственных культур. Важно также и то, что рельеф страны разнообразен, а ресурсы богаты. Основными культурами, идущими на экспорт, являются кофе и бананы. Выращивают также в разной степени и другие культуры: сахарный тростник, хлопчатник, табак, кукурузу, маниок, сою, цитрусовые, манго, виноград, пшеницу, ячмень, какао-бобы, фрукты. В животноводстве преобладает разведение крупного рогатого скота.
В промышленности ведущую роль играет горно-добывающая отрасль. Добывают нефть, золото, платину, изумруды. По добыче изумрудов Колумбия держит 1-е место в мире.

## Бытовые традиции
В отношении национального костюма, типа жилища, традиционной пищи колумбийцы мало отличаются от других народов Южной Америки. Одежда в городах сейчас распространена европейская. См. ст. Венесуэльцы

## Культура
Культура колумбийцев сформировалась в основном на базе испанской культуры. Индейская культура была испанцами уничтожена. Фольклор индейцев сохранился только в поздних записях и большого влияния на развитие местной литературы не оказал. В архитектуре остались немногочисленные памятники доиспанского периода, — храмы, укрепления, святилища и гробницы индейцев чибча. Из произведений изобразительного искусства сохранились индейские украшения из золота и серебра, керамика, каменные изваяния и статуэтки, росписи на камне. В дальнейшем литература, изобразительное искусство и архитектура развивались под влиянием испанцев.
В литературе сменилось несколько течений, характерных для Европы в целом, или для Испании. Это — романтизм, реализм, костумбризм, модернизм. Первоначально в литературе Колумбии популярны были идеи католицизма и испанизма. Испанизм — это течение общественной мысли, видевшее необходимость в единстве и тесном сотрудничестве с Испанией и другими странами Латинской Америки. В архитектуре сказывалось влияние не только Испании, но и других европейских стран. В живописи развивались различные жанры, батальный, бытовой, портрет, пейзаж, но помимо европейского влияния в изобразительном искусстве европейские традиции смешивались с элементами индейской культуры.
Креольская колумбийская музыка по характеру сохраняет явно выраженные испанские корни. Основные песенно-танцевальные жанры: бамбуко, торбельино, пасильо, гуабина, хоропо. Господствуют струнные щипковые музыкальные инструменты: типле, бандола (тип испанской бандуррии), рекинто и шестиструнная испанская гитара. Кроме креольской музыки в ряде районов страны распространена индейская и музыка африканского происхождения, со своими жанрами и музыкальными инструментами.